# Podzemlje (film, 1995)
Podzemlje (srbsko Подземље) je srbski komično-dramski film iz leta 1995, ki ga je režiral Emir Kusturica in zanj tudi napisal scenarij skupaj z Dušanom Kovačevićem. Znan je tudi pod podnaslovom Bila jednom jedna zemlja (srbsko Била једном једна земља), pod katerim je Radiotelevizija Srbija predvajala peturno daljšo različico filma kot miniserijo. Film s pomočjo epske zgodbe dveh prijateljev prikazuje zgodovino Jugoslavije od začetka druge svetovne vojne do pričetka jugoslovanskih vojn. Posnet je v mednarodni koprodukciji ZR Jugoslavije, Francije, Nemčije, Češke in Madžarske. Filmska različica filma je dolga 163 minut, Kusturico so koproducenti prisilili v skrajšanje njegove prvotne 320 minutne različice.
Film je bil premierno prikazan 1. aprila 1995 v ZR Jugoslaviji, 25. oktobra v Franciji, 23. novembra v Nemčiji in 28. marca 1996 na Madžarskem. Naletel je na dobre ocene kritikov in bil na Filmskem festivalu v Cannesu nagrajen z glavno nagrado zlata palma, ki jo je Kusturica prejel drugič, prvič za film Oče na službeni poti leta 1985. Izbran je bil za jugoslovanskega kandidata za oskarja za najboljši tujejezični film na 68. podelitvi, toda ni se uvrstil v ožji izbor. Osvojil je tudi nagradi Boston Society of Film Critics za najboljši tujejezični film in Lumières za najboljši tuji film ter bil nominiran za nagradi César in Independent Spirit za najboljši tuji film in nagradi National Society of Film Critics in New York Film Critics Circle za najboljši tujejezični film.

## Vloge
- Miki Manojlović kot Marko Dren
- Lazar Ristovski kot Petar »Blacky« Popara
- Mirjana Joković kot Natalija Zovkov
- Slavko Štimac kot Ivan Dren
- Ernst Stötzner kot Franz
- Srđan Todorović kot Jovan Popara
- Mirjana Karanović kot Vera
- Danilo Stojković kot dedek
- Bora Todorović kot Golub
- Davor Dujmović kot Bata
- Mirsad Tuka kot preiskovalec
- Predrag Zagorac kot Tomislav